# 온다 (영화)
《온다》(일본어: 来る)는 2018년 개봉한 일본의 초자연 공포 영화이다. 나카시마 테츠야가 감독과 공동각본을 맡았으며, 사와무라 이치의 동명 소설이 영화의 원작이다.

## 출연

### 주연
- 오카다 준이치 - 노자키 역
- 쿠로키 하루 - 칸나 역
- 고마츠 나나 - 마코토 역
- 마츠 다카코 - 코토코 역
- 츠마부키 사토시 - 히데키 역

### 조연
- 아오키 무네타카 - 츠다 다이고 역
- 시바타 리에 - 오사카 세츠코 역
- 니나가와 미호
- 나가노 타이가 - 타카나시 시게아키 역
- 이쥬인 히카루 - 점장 역
- 이시다 에리 - 히데키의 어머니 역